# NGC 7332
NGC 7332 é uma galáxia lenticular (S0) localizada na direcção da constelação de Pegasus. Possui uma declinação de +23° 47' 53" e uma ascensão recta de 22 horas, 37 minutos e 24,6 segundos.
A galáxia NGC 7332 foi descoberta em 19 de Setembro de 1784 por William Herschel.